# MasterChef (programa de televisión ecuatoriano)
MasterChef Ecuador es la adaptación ecuatoriana del famoso concurso gastronómico MasterChef creado por Franc Roddam, presentado en más de 145 países. La producción del programa corre a cargo de la cadena Teleamazonas. El programa de telerrealidad  es conducido en todos sus formatos por la actriz Erika Vélez, mientras que Carolina Sánchez, Jorge Rausch, Enrique Sampere e Irene González son los jurados encargados de calificar los platos de los aspirantes. El premio es 20.000 dólares estadounidenses entre otros premios que varían entre temporadas.
La primera temporada se estrenó el 16 de septiembre de 2019 en sustitución del programa Quiero cantar contigo y finalizó el 16 de diciembre del mismo año siendo reemplazado por la telenovela colombiana La ley secreta, el ganador de esta temporada fue Beto Larco. Esta temporada volvió a ser retrasmitida de entre abril y mayo de 2020.
La segunda temporada se estrenó el 16 de noviembre de 2020 en sustitución de la telenovela turca Iffet y finalizó el 22 de febrero de 2021, el ganador de esta temporada fue Roberto Ayala.
La tercera temporada se estrenó el 15 de noviembre de 2021 y finalizó el 21 de febrero de 2022, el ganador de esta temporada fue Andrés Arrata.
La cuarta temporada inició el 28 de noviembre de 2022 y finalizó el 21 de marzo de 2023, el ganador de esta temporada fue Henry Alvarado.
En 2023 se anunció la primera temporada de la versión Celebrity del concurso, en la cual participaron personalidades de la farándula ecuatoriana, e inició el 20 de noviembre del mismo año, finalizando el 5 de marzo de 2024. La ganadora de esta temporada fue la cantante y actriz guayaquileña, Nikki Mackliff.
En 2024 se estrenó la segunda temporada de la versión Celebrity, la cual inició el 18 de noviembre de 2024 y finalizó el 24 de marzo de 2025. La ganadora de esta temporada fue la actriz guayaquileña Shany Nadan.
El 28 de noviembre de 2020 se estrenó una edición especial llamada MasterChef Tiempo extra, previamente conocido como MasterChef la revancha, en esta edición los participantes eliminados de la segunda temporada tienen otra oportunidad para demostrar sus habilidades culinarias. El premio es $5000 dólares estadounidenses. Esta edición especial es conducida por los jueces del programa principal, Carolina Sánchez, Irene González y Jorge Rausch, quienes también son los encargados de calificar los platos de los concursantes.

## Pruebas
El programa lleva un formato que consta de pruebas fijas en las que ocurren varios sucesos para tener como resultado una eliminación cada programa.,
- Preliminares. De todos los cocineros aficionados que se presenten al casting, cientos son elegidos para cocinar su plato base a los tres jueces. Cada juez prueba el platillo y da su opinión antes de votar “sí” o un “no”. Al recibir dos votos “sí” ganan automáticamente un delantal blanco MasterChef.

- La caja misteriosa. Los concursantes recibirán un número de ingredientes con los que deben a hacer un platillo a su gusto.

- Prueba de eliminación. El mejor concursante de la caja misteriosa puede elegir el alimento que todos los otros deben cocinar, y tal vez obtener otras ventajas.

- Temática en equipos. Este desafío se centra en variantes lugares fuera del set de grabación y se dividen los concursantes en equipos, azul y rojo, que consisten en números iguales y se les da una tarea. Después de completar con todos los platillos, la gente elige que comida fue mejor y el equipo perdedor debe competir en un desafío de eliminación, conocido como “prueba de presión”.

- La prueba de presión. El equipo perdedor en el desafío de equipos, tiene muy poco tiempo para sorprender a los jueces con un platillo y el perdedor es el concursante que es expulsado del programa permanentemente.

- Reto creativo. El jurado tendrá que decir qué plato va a ser elaborado por los aspirantes.

- Imitación a un platillo. Al programa asistirá un invitado especial (casi siempre un chef), en el cual trae un platillo hecho por él; donde, después los concursantes tienen que imitar perfectamente el plato principal del mismo.

## Equipo

### Presentadora
| Nombre      | Ocupación                     | Temporadas | Temporadas | Temporadas | Temporadas | Temporadas | Temporadas |
| Nombre      | Ocupación                     | 1          | 2          | 3          | 4          | C1         | C2         |
| ----------- | ----------------------------- | ---------- | ---------- | ---------- | ---------- | ---------- | ---------- |
| Erika Vélez | Actriz, presentadora y modelo |            |            |            |            |            |            |

### Jurado
| Nombre           | Ocupación                                                                         | Temporadas | Temporadas | Temporadas | Temporadas | Temporadas | Temporadas |
| Nombre           | Ocupación                                                                         | 1          | 2          | 3          | 4          | C1         | C2         |
| ---------------- | --------------------------------------------------------------------------------- | ---------- | ---------- | ---------- | ---------- | ---------- | ---------- |
| Carolina Sánchez | Chef, propietaria del rte. Íkaro, una Estrella Michelin                           |            |            |            |            |            |            |
| Jorge Rausch     | Chef, propietario del rte. Criterión, premiado como Mejor restaurante de Colombia |            |            |            |            |            |            |
| Quique Sempere   | Chef, propietario del rte. Pacha                                                  |            |            |            |            |            |            |
| Irene González   | Empresaria gastronómica, propietaria del rte. Il Buco                             |            |            |            |            |            |            |

## Episodios
| Temporada | Temporada | Episodios | Episodios | Emisión original         | Emisión original        | Emisión original |
| Temporada | Temporada | Episodios | Episodios | Primera emisión          | Última emisión          | Cadena           |
| --------- | --------- | --------- | --------- | ------------------------ | ----------------------- | ---------------- |
|           | 1         | 62        | 62        | 16 de septiembre de 2019 | 16 de diciembre de 2019 | Teleamazonas     |
|           | 2         | 66        | 66        | 16 de noviembre de 2020  | 22 de febrero de 2021   | Teleamazonas     |

## Temporadas
| Temporada | Temporada | Año       | Presentador(a) | Finalistas     | Finalistas         | Finalistas       | Audiencia (Ptos. de rating) |
| Temporada | Temporada | Año       | Presentador(a) | Ganador        | Duelista           | Tercer lugar     | Audiencia (Ptos. de rating) |
| --------- | --------- | --------- | -------------- | -------------- | ------------------ | ---------------- | --------------------------- |
|           | 1         | 2019      | Erika Vélez    | Beto Larco     | Angiie Mackliff    | Loren Trocellier | 26.7                        |
|           | 2         | 2020-2021 | Erika Vélez    | Roberto Ayala  | Manuel Bustamante  | Carla Bresciani  | 39.9                        |
|           | 3         | 2021-2022 | Erika Vélez    | Andrés Arrata  | María José Delgado | Ana Vera         | 38.6                        |
|           | 4         | 2022-2023 | Erika Vélez    | Henry Alvarado | Victoria Patiño    | Alexandra Torres | 37.9                        |

### Primera temporada (2019)
La convocatoria comenzó en la página oficial de la cadena Teleamazonas, donde se inscribieron más de 2.000 personas, de las cuales fueron elegidas 28 para un casting multitudinario. De ellos, 18 fueron los concursantes que compitieron en las distintas pruebas del programa, dejando a Beto Larco como el gran ganador.

### Segunda Temporada (2020-2021)
La convocatoria empezó en la página oficial de la cadena Teleamazonas, donde se inscribieron más de 3.000 personas, de las cuales fueron elegidas 50 para un casting multitudinario. De ellos, 21 fueron los concursantes que compitieron en las distintas pruebas del programa, dejando a Roberto Ayala como el gran ganador.

### Tercera Temporada (2021-2022)
El 23 de febrero de 2021 la productora María del Carmen Arellano confirmó la producción de la tercera temporada. La convocatoria comenzó el 28 de junio de 2021 en la página oficial de la cadena Teleamazonas. De ellos, 23 fueron los concursantes que compitieron en las distintas pruebas del programa, dejando a Andrés Arrata  como el gran ganador.

### Cuarta temporada (2022-2023)
La temporada inicio el 28 de noviembre de 2022, a través de la señal de Teleamazonas, se mantuvo el mismo formato de la temporada anterior, con el mismo equipo de jueces y presentadora. El ganador de esta temporada fue Henry Alvarado.

## MasterChef Celebrity
| Temporada | Temporada | Año       | Presentador(a) | Finalistas     | Finalistas    | Finalistas    | Audiencia (Ptos. de rating) |
| Temporada | Temporada | Año       | Presentador(a) | Ganador        | Duelista      | Tercer lugar  | Audiencia (Ptos. de rating) |
| --------- | --------- | --------- | -------------- | -------------- | ------------- | ------------- | --------------------------- |
|           | 1         | 2023-2024 | Erika Vélez    | Nikki Mackliff | Jalál Dubois  | Anthony Swagg | -                           |
|           | 2         | 2024-2025 | Erika Vélez    | Shany Nadan    | Natalia Regge | Alex Vizuete  | -                           |

### Primera temporada (2023-2024)
En septiembre de 2023, Teleamazonas anunció que realizará la primera edición de MasterChef Ecuador en la que sus participantes son personajes públicos. En esta primera edición en la que participaron actores, cantantes, periodistas y creadores de contenido, se mantuvo el mismo formato con el mismo equipo de jueces y presentadora de las temporadas regulares. La temporada inició el 20 de noviembre de 2023.

## Tiempo Extra
MasterChef: Tiempo Extra previamente conocido como MasterChef: La revancha, se estrenó el sábado 28 de noviembre de 2020. En esta edición especial, los participantes eliminados de la segunda temporada tienen otra oportunidad para demostrar sus habilidades culinarias. El premio es $5.000 dólares estadounidenses, aunque en la segunda temporada se daba la oportunidad de volver a las cocinas de la competencia, dejando así a Klever Solís como ganador de esta y a Alberta Vallarino como ganadora del premio original ($5.000).
Esta edición especial es conducida por los jueces del programa principal, Carolina Sánchez, Irene González y Jorge Rausch, quienes también son los encargados de calificar los platos de los concursantes.
| Temporada | Temporada | Año       | Presentador(a)                               | Finalistas        | Finalistas         | Finalistas         | Audiencia (Puntos de renting) |
| Temporada | Temporada | Año       | Presentador(a)                               | Ganador           | Segundo            | Tercero            | Audiencia (Puntos de renting) |
| --------- | --------- | --------- | -------------------------------------------- | ----------------- | ------------------ | ------------------ | ----------------------------- |
|           | 1         | 2020-2021 | Carolina Sánchez Irene González Jorge Rausch | Daniel Mestanza   | Gabriela Jaramillo | José Alberto Bueno | 37.9                          |
|           | 2         | 2021-2022 | Carolina Sánchez Irene González Jorge Rausch | Alberta Vallarino | Wilson Velasco     | David Barzallo     | 39.9                          |
|           | 3         | 2022-2023 | Carolina Sánchez Irene González Jorge Rausch | Sonia Vásquez     | Sara Arana         | Sol Vargas         |                               |